# Белики (Кобелякский район)
Бе́лики (укр. Білики) — посёлок Беликского поселкового совета Кобелякского района Полтавской области Украины.
Является административным центром Беликского поселкового совета, в который не входят другие населённые пункты.

## Географическое положение
Посёлок городского типа Белики находится на правом берегу реки Ворскла, выше по течению на расстоянии в 0,5 км расположено село Жуки, ниже по течению на расстоянии в 2 км расположено село Гали-Горбатки, на противоположном берегу — сёла Кустоловы Кущи и Жирки.

## История
Поселение было основано как стратегический пункт обороны в первой половине XVII века.
В 1654 году в Реестре мещан и казаков разных городов Белики упоминается как Беликов Брод.
Церкви села Белики известны с 1754 года Успенская, Покровская, Николаевская, Преображенская, Георгиевская, Рождества Богородицы.
Жители местечка Белики были казаками и мещанами и принадлежали к Белицкой сотне Полтавского полка.
В 1802 году Белики стали селением Кобелякского уезда Полтавской губернии Российской империи.
Есть на карте 1812 года
В конце XIX века в Беликах проживало 3380 человек, было 415 дворов; 4 православных церкви, синагога, сельское училище, больница, 7 питейных домов, 7 лавок, 2 водяные и 24 ветряных мельницы.
Во время Великой Отечественной войны в сентябре 1941 года Белики были оккупированы наступавшими немецкими войсками. 24 сентября 1943 года село было освобождено советскими войсками.
После 1945 года присоеденены Федоровка (Лещиновка) и Боярка (Боярки)
В 1957 году Беликам был присвоен статус посёлок городского типа.
В январе 1959 года численность населения составляла 6853 человека.
В 1968 году численность населения составляла 7,6 тыс. человек, крупнейшими предприятиями являлись сахарный завод и молочноконсервный комбинат.
В 1978 году здесь действовали сахарный завод, молочноконсервный комбинат, комплекс по откорму крупного рогатого скота, 5 общеобразовательных школ, музыкальная школа, Дом культуры, два санатория, больница, 5 клубов и литературно-мемориальный музей Мате Залки.
В январе 1989 года численность населения составляла 6437 человек.
В мае 1995 года Кабинет министров Украины утвердил решение о приватизации находившегося здесь комплекса по откорму крупного рогатого скота.
Начавшийся в 2008 году экономический кризис и вступление Украины в ВТО осложнили деятельность Белицкого молочноконсервного комбината (в 2008 году комбинат вошёл в состав ассоциации «Гадяч сир», в мае 2009 года производственное оборудование было перемещено в Гадяч, в декабре 2009 года предприятие остановило деятельность).
В январе 2011 года депутаты сельсовета дали разрешение компании ООО «Бєлгранкорм-Полтавщина» на создание свинофермы в сооружениях бывшего межколхозного комплекса по откорму крупного рогатого скота (в 2011 здесь был открыт свинокомплекс ООО «Сільські традиції», в июне 2014 года владельцы комплекса приняли решение о сокращении объемов производства, во втором полугодии 2016 года владельцы комплекса приняли решение о закрытии производства).
По состоянию на 1 января 2013 года численность населения составляла 5207 человек.

## Современное состояние
В поселении действуют Кобелякский сахарный завод, Дом культуры, общеобразовательная школа № 1, ревматологический санаторий «Лещиновский».

## Транспорт
Железнодорожная станция Лещиновка на линии Полтава — Кременчуг Южной железной дороги.

## Население
| Год  | Численность | Численность |
| ---- | ----------- | ----------- |
| 1968 | 7600        | [ 29 ]      |
| 1988 | 6400        | [ 30 ]      |

## Известные люди
- Гапон Георгий Аполлонович (1870—1906) — русский православный священник, организатор массового шествия рабочих в день «Кровавого воскресенья» 9 (22)  января 1905 года, лидер христианского профсоюза «Собрание русских фабрично-заводских рабочих г. Санкт-Петербурга», родился в селе Белики.
- В 1928—1936 годах в Беликах жили и работали известный украинский писатель Юрий Яновский и известный венгерский революционер и писатель Мате Залка (генерал Лукач)[15].
- Марченко, Фёдор Илларионович — Герой Советского Союза, родился в Беликах.